# AstraZeneca
AstraZeneca (АстраЗéнека) — британо-шведская фармацевтическая компания, зарегистрированная в Великобритании. Является десятой по объёму продаж рецептурных препаратов компанией в мире по состоянию на 2014 год. В списке крупнейших публичных компаний мира Forbes Global 2000 за 2021 год AstraZeneca заняла 161-е место (343-е по размеру выручки, 200-е по чистой прибыли, 545-е по активам и 98-е по рыночной капитализации).
Портфель продуктов AstraZeneca включает в себя препараты из таких терапевтических областей, как кардиология, пульмонология, онкология, неврология, гастроэнтерология, психиатрия, инфекционные болезни. Компания была образована в 1999 году путём слияния шведской Astra AB и британской Zeneca Group (сформированную в результате отделения фармацевтического бизнеса от Imperial Chemical Industries в 1993 году). Компания совершила ряд поглощений, включая Cambridge Antibody Technology (в 2006 году), MedImmune (в 2007 году) и Spirogen (в 2013 году).
AstraZeneca имеет первичный листинг на Лондонской фондовой бирже, её акции учитываются в расчёте индекса FTSE 100. Вторичный листинг AstraZeneca имеет на двух площадках группы Nasdaq, в Нью-Йорке и Стокгольме.

## История
Astra AB (швед.) была основана в 1913 году в Сёдертелье (Швеция) группой врачей и аптекарей. В годы Первой мировой войны компания быстро росла за счёт замещения импорта немецких препаратов, но с окончанием войны оказалась на грани банкротства и была национализирована. В 1925 году её выкупила группа частных инвесторов. В 1930-х и 1940-х годах были открыты филиалы в других странах северной Европы, а также в США и Аргентине. В 1943 году компания разработала препарат для местной анестезии ксилокаин (действующее вещество лидокаин), этот и подобные препараты на несколько десятилетий стали одним из основных продуктов Astra. В 1969 году компанией был впервые синтезирован метопролол, препарат на его основе, Селокен (Seloken), стал самым успешным продуктом компании. Ещё одна успешная разработка, препарат для лечения астмы Пульмикорт (будесонид), был выпущен на рынок в 1988 году. В начале 1990-х года компания начала экспансию за рубеж, в частности в США, где было создано совместное предприятие с Мерк и Ко; с 1990 по 1996 год оборот компании вырос с 9,4 млрд до 39 млрд шведских крон, противоязвенный препарат Лосек (омепразол) в 1996 году стал самым продаваемым лекарственным средством в мире ($3,5 млрд). Вторая половина 1990-х была отмечена кризисом в компании — не было новых разработок, репутация в США была подмочена скандалом (глава совместного предприятия был обвинён в присвоении 1 млн долларов и сексуальных домогательствах).
Британская химическая компания Imperial Chemical Industries была основана в 1926 году слиянием 4 частных компаний. В годы Второй мировой войны она освоила производство медикаментов. К 1980 году фармацевтическое подразделение стало наиболее прибыльным в составе компании, ею были разработаны такие препараты, как Палудрин (прогуанил, лечение малярии, 1940-е годы), Галотан (средство для наркоза, 1951 год), Пропранолол (бета-адреноблокатор, 1965 год), Пропофол (снотворное, 1977 год), Тамоксифен (лечение рака молочной железы, 1978 год). В 1993 году подразделения фармацевтики, агрохимии и фармацевтической химии были выделены в отдельную компанию, названную Zeneca. Название компании Zeneca было разработано агентством по брендингу Interbrand, при этом в качестве задачи агентству было поручено придумать название компании, которое начиналось бы либо с первой, либо с последней буквы алфавита, было бы запоминающимся фонетически, имело бы не более трёх слогов, и ни на каком языке мира не звучало бы оскорбительно.
В 1999 году Astra AB и Zeneca Group plc объединились в AstraZeneca plc со штаб-квартирой в Лондоне. В 1999 году AstraZeneca выбрала новое место для своего представительства в США. Им стало «Fairfax-plus» в Уилмингтоне в штате Делавэр. В 2002 году препарат Iressa был одобрен в Японии для монотерапии немелкоклеточного рака лёгких.
В 2005 году AstraZeneca за £120 млн приобрела KuDOS Pharmaceuticals, британскую биотехнологическую компанию, а также заключила с компанией Astex соглашение о совместной разработке препаратов против рака.
В 2006 году AstraZeneca приобрела Cambridge Antibody Technology за £702 млн; две компании сотрудничали с 2004 года. В феврале 2007 года за $150 млн была куплена Arrow Therapeutics, компания, занимающуюся разработкой противовирусной терапии.
В 2007 году заканчивалась патентная защита на ряд препаратов AstraZeneca, при этом отсутствовали новые успешные разработки. Для решения этой проблемы AstraZeneca приобрела американскую компанию MedImmune, заплатив $15,2 млрд и получив вакцины от гриппа и противовирусной терапии для младенцев.
В 2011 году AstraZeneca приобрела компанию Guangdong BeiKang Pharmaceutical, китайскую дженериковую компанию. В феврале 2012 года AstraZeneca и Amgen объявили о совместной разработке препаратов для лечения воспалительных заболеваний. Затем, в апреле 2012 года, AstraZeneca приобрела Ardea Biosciences, другую биотехнологическую компанию, за $1,26 млрд.
В июне 2012 года AstraZeneca и Bristol Myers Squibb объявили о двухэтапной сделке по покупке акций биотехнологической компании Amylin Pharmaceuticals. По условиям сделки Bristol Myers Squibb приобрела Amylin за $5,3 млрд наличными и приняла на себя $1,7 млрд долга, а AstraZeneca затем выплатила наличными $3,4 млрд Bristol Myers Squibb, превратив Amylin в совместное предприятие по разработке лекарств от диабета.
В марте 2013 года AstraZeneca объявила о существенной реструктуризации, включающей в себя закрытие научно-исследовательского центра в Олдерли-Парк, инвестирование $500 млн в строительство нового центра в Кембридже, и перевод штаб-квартиры корпорации из Лондона в Кембридж в 2016 году. В том же месяце AstraZeneca объявила о сокращении 2300 рабочих мест.
В октябре 2013 года AstraZeneca объявила о покупке биотехнологической компании Spirogen за $440 млн.
19 мая 2014 года AstraZeneca отклонила предложение от компании Pfizer о покупке за £69,4 млрд ($117 млрд). Если бы поглощение состоялось, то Pfizer стала бы крупнейшим в мире производителем лекарств. Данная сделка также была бы самым крупным приобретением иностранной компанией британской компании. Многие в Великобритании, включая политиков и учёных, были против сделки.
В августе 2017 года компания заключила соглашение о сотрудничестве с японской Takeda Pharmaceutical с целью разработки лекарственного препарата против болезни Паркинсона. Сумма инвестиций Takeda в проект составила $400 млн.
В мае 2020 года компания получила $1 млрд от Управления перспективных биомедицинских исследований и разработок (BARDA) Министерства здравоохранения и социальных служб США. Средства предназначены на выпуск вакцины от коронавируса COVID-19.
В феврале 2022 года Российский фонд прямых инвестиций, AstraZeneca и УК венчурного фонда «ФармМед Инновации» — «Юникорн Кэпитал Партнерс» — инвестировали в российский биотех-стартап «Таргет Медикалс», специализирующегося на препарате для лечения резистентной артериальной гипертензии. Это первый опыт прямой инвестиции международного гиганта фармацевтического рынка в российскую компанию.

## Собственники и руководство
Крупнейшими акционерами на конец января 2022 года являются инвестиционные компании из США: BlackRock (6,51 %), Wellington Management Company (4,2 %), Capital Group Companies (4,12 %), а также инвестиционный холдинг семьи Валенберг Investor AB (3,33 %).
В состав совета директоров входят Лейф Йоханссен (с 2012 года, председатель), Паскаль Сорио (с 2012 года, CEO), Арадхана Сорин (с 2021 года, CFO), Юэн Эшли (с 2020 года), Филип Бродли (с 2017 года), Мишель Демаре (с 2019 года), Дебора ДиСанцо (с 2017 года), Диана Лэйфилд (с 2020 года), Шери МакКой (с 2017 года), Тони Мок (с 2019 года), Назнин Рахман (с 2017 года), Андреас Руммельт (с 2021 года), Маркус Валленберг (с 1999 года).

## Деятельность
AstraZeneca ведёт разработку, производство и реализацию фармацевтических и биотехнологических препаратов, действующих в таких терапевтических областях, как гастроэнтерология, кардиология, сосудистая патология, неврология, психиатрия, инфекционные болезни, пульмонология, онкология.
Научно-исследовательские центры расположены в городах Гейтерсберг (штат Мэриленд, США), Кембридж (Великобритания), Мёльндаль (Швеция). Общее количество персонала, задействованного в научных исследованиях и разработках, составляет около 9000 человек.
Основные подразделения по состоянию на 2021 год:
- Онкология — выручка 13 млрд долларов
- Биофармацевтика — выручка 14,1 млрд долларов
- Редкие заболевания — 3,1 млрд долларов
- Другие медикаменты и COVID-19 — 6,4 млрд долларов.

Продукция компании продаётся в 130 странах. Географическое распределение выручки:
- Великобритания — 3,25 млрд долларов,
- остальная Европа — 7,83 млрд долларов
  - Швеция — 2,32 млрд
  - Германия — 1,49 млрд
  - Франция — 0,92 млрд
  - Италия — 0,58 млрд
  - Испания — 0,58 млрд
- Америка — 14,02 млрд долларов
  - США — 12,05 млрд
  - Канада — 0,77 млрд
- Азия, Африка и Австралазия — 12,32 млрд долларов
  - Китай — 6,00 млрд
  - Япония — 3,40 млрд
  - Австралия — 0,55 млрд.

|                     | 2007  | 2008  | 2009  | 2010  | 2011  | 2012  | 2013  | 2014  | 2015  | 2016  | 2017  | 2018  | 2019  | 2020  | 2021  |
| ------------------- | ----- | ----- | ----- | ----- | ----- | ----- | ----- | ----- | ----- | ----- | ----- | ----- | ----- | ----- | ----- |
| Оборот              | 29,56 | 31,60 | 32,80 | 33,27 | 33,59 | 28,42 | 25,81 | 26,55 | 24,71 | 23,00 | 22,47 | 22,09 | 24,38 | 26,62 | 37,42 |
| Чистая прибыль      | 5,627 | 6,130 | 7,544 | 8,081 | 10,02 | 6,270 | 2,571 | 1,235 | 2,826 | 3,406 | 2,868 | 2,050 | 1,227 | 3,144 | 0,115 |
| Активы              | 47,99 | 46,95 | 54,92 | 56,13 | 52,83 | 53,53 | 55,90 | 58,60 | 60,06 | 62,53 | 63,35 | 60,65 | 61,38 | 66,73 | 105,4 |
| Собственный капитал | 14,92 | 16,06 | 20,82 | 23,41 | 23,47 | 23,95 | 23,25 | 19,65 | 18,51 | 16,67 | 16,64 | 14,04 | 14,60 | 15,64 | 39,29 |

Основные препараты по объёму продаж в 2021 году:
- Тагриссо (Tagrisso, осимертиниб) — рак лёгких, $5,02 млрд
- Ваксзервия (Vaxzevria, ChAdOx1-S Recombinant) — COVID-19, $3,98 млрд
- Форксига (Forxiga, dapagliflozin) — диабет, $3,01 млрд
- Линпарза (Lynparza, olaparib) — различные виды рака, $2,75 млрд
- Симбикорт (Symbicort, budesonide/formoterol) — астма, $2,73 млрд
- Имфинзи (Imfinzi, durvalumab) — рак лёгких, $2,41 млрд
- Солирис (Soliris, экулизумаб) — болезни почек, $1,87 млрд
- Брилинта (Brilinta/Brilique, ticagrelor) — острый коронарный синдром, $1,47 млрд
- Фасенра (Fasenra, benralizumab) — астма, $1,26 мдрд
- Калквенс (Calquence, acalabrutinib) — лимфома, лейкемия, $1,24 млрд
- Крестор (Crestor, розувастатин) — повышенный уровень холестерина, $1,10 млрд
- Золадекс (Zoladex, goserelin acetate) — рак простаты, рак молочной железы, $0,97 млрд
- Пульмикорт (Pulmicort, будесонид) — астма, $0,96 млрд
- Селокен (Seloken/Toprol-XL, метопролол) — гипертония, стенокардия, $0,95 млрд

### Вакцина против COVID-19
В 2020 году AstraZeneca и Оксфордским университетом была разработана векторная вакцина против COVID-19 «AZD1222» (ChAdOx1 nCoV-19) или Covishield, также известная как «Оксфордская вакцина».
В марте 2021 года эта вакцина была переименована в Vaxzevria. Как следует из данных на сайте EMA (Европейского агентства лекарственных средств). Препарат решили переименовать на фоне отказа стран от использования вакцины после случаев смерти привитых людей. Некоторые Европейские страны временно отказались от применения этой вакцины в связи со случаями тромбоза после прививок. Германия, Франция, Италия, Испания и Канада приостановили или ограничили использование AstraZeneca из-за сообщений о том, что вакцина приводит к тромбозу. В Норвегии стало известно о двух новых летальных исходах после вакцинации этим препаратом.
В июне 2021 года стало известно, что «коктейль из антител» AZD7442, разработанный AstraZeneca для профилактики заболевания COVID-19, оказался малоэффективным. Шведско-британская фармацевтическая компания сообщила, что по итогам третьей фазы испытаний эффективность препарата оказалась на уровне всего 33 %.
В начале мая 2024 года компания прекратила продажи вакцины, объяснив своё решение падением спроса и избытком на рынке других, более эффективных вакцин.

## Критика
В 2010 году компания AstraZeneca заплатила 520 миллионов долларов для урегулирования дела о мошенничестве. Компания была обвинена в незаконной продаже нейролептика сероквеля (кветиапина) детям, пожилым людям, ветеранам и заключённым по показаниям, не одобренным FDA, в том числе при агрессии, болезни Альцгеймера, неконтролируемом гневе, тревожности, синдроме дефицита внимания и гиперактивности, расстройствах настроения (в том числе депрессии), посттравматическом стрессовом расстройстве и бессоннице. Компания рекомендовала сероквель для назначения врачами, которые обычно не лечат психотических пациентов, и платила откаты некоторым из них. Другим врачам компания оплачивала дорогостоящие поездки на курорты, чтобы побудить назначать этот препарат по неодобренным показаниям.
Компания скрывала данные относительно побочных эффектов сероквеля. Так, в 1999 году AstraZeneca представила данные на конференции Американской психиатрической ассоциации и на психиатрической конференции в Европе; в заключении этих докладов было указано, что сероквель помогает пациентам, страдающим психозом, сбросить вес. Этот вывод сделан на основе спонсированного AstraZeneca исследования, проводившегося чикагским психиатром, который изучил отчёты по 65 пациентам, переведенным на сероквель. Тем не менее документы показывают, что AstraZeneca не вполне доверяла методам этого психиатра и относилась к нему без глубокого уважения. Ещё в 1997 году, по итогам исследования, которое получило название «Исследование 15», стало известно, что сероквель вызывает клинически опасное прибавление веса, — однако данные этого исследования были скрыты компанией. Подробности Исследования 15 были обнаружены в ходе судебных разбирательств, позволяющих утверждать, что сероквель стал причиной увеличения веса, развития гипергликемии и диабета у тысяч принимавших его пациентов.
В 2021 году ряд европейских стран приостановил применение вакцины от COVID-19 производства AstraZeneca. Причиной такого решения стали случаи тромбоэмболии у некоторых привитых, производители препарата отказываются связывать это с последствиями вакцинации. AstraZeneca утверждает, что данные о повышенном риске образования тромбов у привившихся у компании отсутствуют. ВОЗ также заявила об отсутствии доказательств связи применения этой вакцины с ухудшением здоровья. Однако в феврале 2024 года компания признала в суде, что её препарат от коронавируса может в отдельных случаях спровоцировать смертельный побочный эффект — тромбоз. К этому времени против компании были поданы судебные иски на десятки миллионов фунтов стерлингов.